# 2131 Mayall
Mayall (asteróide 2131) é um asteróide da cintura principal com um diâmetro de 7,77 quilómetros, a 1,6778446 UA. Possui uma excentricidade de 0,1109291 e um período orbital de 946,92 dias (2,59 anos).
Mayall tem uma velocidade orbital média de 21,68128837 km/s e uma inclinação de 33,99123º.
Esse asteróide foi descoberto em 3 de Setembro de 1975 por Arnold Klemola.